# Agastache rupestris
Agastache rupestris là một loài thực vật có hoa trong họ Hoa môi. Loài này được (Greene) Standl. mô tả khoa học đầu tiên năm 1910.

## Hình ảnh

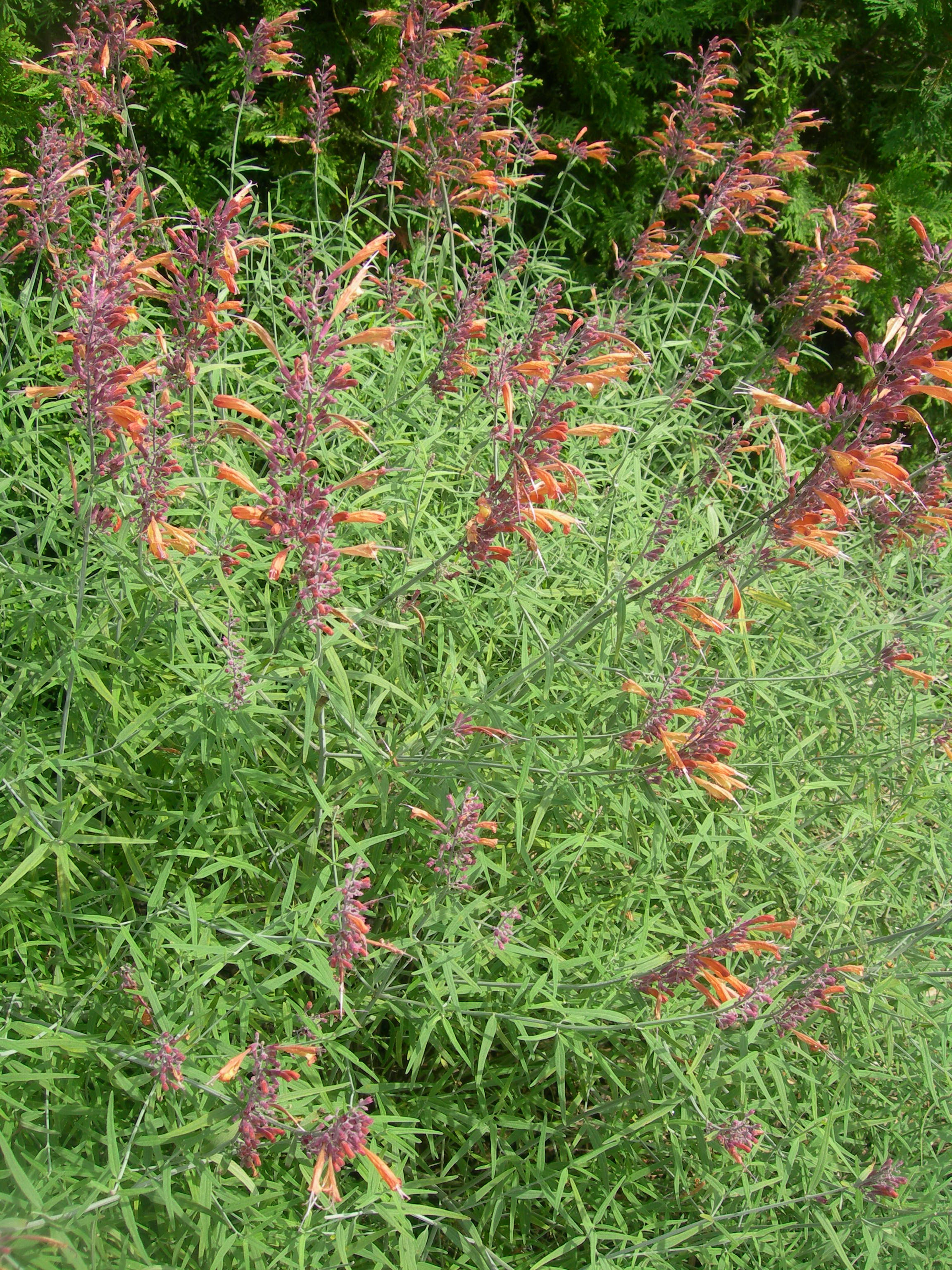
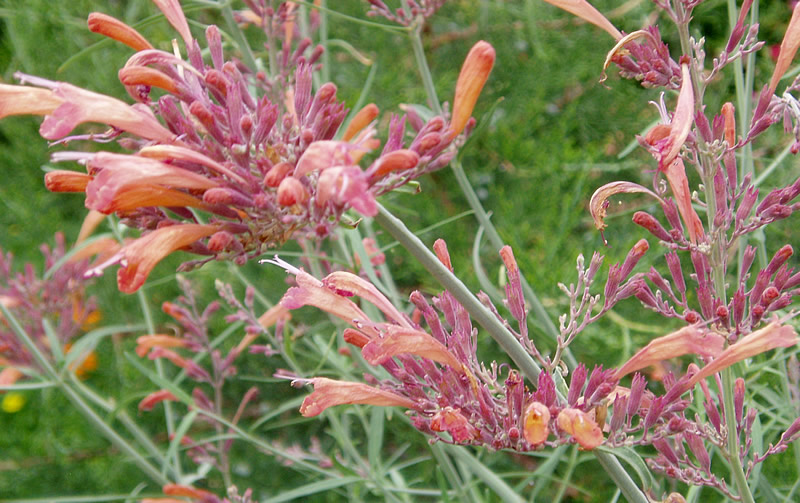